# 루시타니아호의 침몰 (2007년 영화)
《루시타니아호의 침몰》(Lusitania: Murder on the Atlantic)은 2007년 제작된 크리스토퍼 스펜서 감독의 영어-독일어 다큐멘터리 영화이다. 이 90분 영화는 1915년 5월 7일 한 독일 유보트에 의한 RMS 루시타니아 격침 사건에 관하 다룬다. U-20 장면은 25년 된 리퍼비시 유보트 세트를 사용하여 뮌헨의 바바리아 스튜디오에서 촬영되었다.

## 출연
- 존 한나
- 케네스 크래넘
- 플로리안 판즈네르
- 마이클 피스트